# Richissa (abbedissa)
Richissa var en svensk nunna. Hon var abbedissa i Sko kloster i Uppland. Hon är den första av detta klosters föreståndare vars namn är bevarat. Hon är bekräftad i sin position som abbedissa år 1254.  
I en vidimation av Skoklosters salubrev på fisket i Skens å i Sunnerbo härad i Småland år 1372 av prostarne Åke och Ambjörn, benämns hon dock med namnet Benedicta. Det namn som finns bevarat från hennes egna efterlämnade brev och sigill är dock Richissa. Richissa sålde Sko klosters rättigheter i ovanstående fiske, samt övriga besittningar i Småland, till biskop Henrik i Linköping för 96 marker rent silver år 1254. 